# 10154 Tanuki
10154 Tanuki eller 1994 UH är en asteroid i huvudbältet som upptäcktes den 31 oktober 1994 av den japanska astronomen Takao Kobayashi vid Ōizumi-observatoriet. Den är uppkallad efter den konstgjorda sjön Tanuki vid berget Fuji.
Asteroiden har en diameter på ungefär 4 kilometer.